# Kiichirō Furukawa
| Odkryte planetoidy: 92 (wspólnie z Hirokim Kosai) | Odkryte planetoidy: 92 (wspólnie z Hirokim Kosai) |
| ------------------------------------------------- | ------------------------------------------------- |
| (2271) Kiso                                       | 22 października 1976                              |
| (2330) Ontake                                     | 18 lutego 1977                                    |
| (2470) Agematsu                                   | 22 października 1976                              |
| (2924) Mitake-mura                                | 18 lutego 1977                                    |
| (2960) Ohtaki                                     | 18 lutego 1977                                    |
| (3111) Misuzu                                     | 19 lutego 1977                                    |
| (3249) Musashino                                  | 18 lutego 1977                                    |
| (3291) Dunlap                                     | 14 listopada 1982                                 |
| (3319) Kibi                                       | 12 marca 1977                                     |
| (3320) Namba                                      | 14 listopada 1982                                 |
| (3391) Sinon                                      | 18 lutego 1977                                    |
| (3607) Naniwa                                     | 18 lutego 1977                                    |
| (3878) Jyoumon                                    | 14 listopada 1982                                 |
| (4072) Yayoi                                      | 30 października 1981                              |
| (4077) Asuka                                      | 13 grudnia 1982                                   |
| (4186) Tamashima                                  | 18 lutego 1977                                    |
| (4272) Entsuji                                    | 12 marca 1977                                     |
| (4526) Konko                                      | 22 maja 1982                                      |
| (4812) Hakuhou                                    | 18 lutego 1977                                    |
| (4855) Tenpyou                                    | 14 listopada 1982                                 |
| (4890) Shikanosima                                | 14 listopada 1982                                 |
| (4929) Yamatai                                    | 13 grudnia 1982                                   |
| (4963) Kanroku                                    | 18 lutego 1977                                    |
| (5017) Tenchi                                     | 18 lutego 1977                                    |
| (5018) Tenmu                                      | 19 lutego 1977                                    |
| (5082) Nihonsyoki                                 | 18 lutego 1977                                    |
| (5454) Kojiki                                     | 12 marca 1977                                     |
| (5466) Makibi                                     | 30 listopada 1986                                 |
| (5541) Seimei                                     | 22 października 1976                              |
| (6031) Ryokan                                     | 26 stycznia 1982                                  |
| (6218) Mizushima                                  | 12 marca 1977                                     |
| (6818) Sessyu                                     | 11 marca 1983                                     |
| (6846) Kansazan                                   | 22 października 1976                              |
| (7104) Manyousyu                                  | 18 lutego 1977                                    |
| (7105) Yousyozan                                  | 18 lutego 1977                                    |
| (7562) Kagiroino-Oka                              | 30 listopada 1986                                 |
| (7627) Wakenokiyomaro                             | 18 lutego 1977                                    |
| (7634) Shizutani-Kou                              | 14 listopada 1982                                 |
| (7991) Kaguyahime                                 | 30 października 1981                              |
| (8133) Takanochoei                                | 18 lutego 1977                                    |
| (8144) Hiragagennai                               | 14 listopada 1982                                 |
| (9293) Kamogata                                   | 13 grudnia 1982                                   |
| (9147) Kourakuen                                  | 18 lutego 1977                                    |
| (9153) Chikurinji                                 | 30 października 1981                              |
| (9719) Yakage                                     | 18 lutego 1977                                    |
| (10006) Sessai                                    | 22 października 1976                              |
| (10008) Raisanyo                                  | 18 lutego 1977                                    |
| (10009) Hirosetanso                               | 12 marca 1977                                     |
| (10453) Banzan                                    | 18 lutego 1977                                    |
| (11254) Konkohekisui                              | 18 lutego 1977                                    |
| (11255) Fujiiekio                                 | 18 lutego 1977                                    |
| (11442) Seijin-Sanso                              | 22 października 1976                              |
| (11827) Wasyuzan                                  | 14 listopada 1982                                 |
| (12186) Mitukurigen                               | 12 marca 1977                                     |
| (12221) Ogatakoan                                 | 14 listopada 1982                                 |
| (12682) Kawada                                    | 14 listopada 1982                                 |
| (14313) Dodaira                                   | 22 października 1976                              |
| (14314) Tokigawa                                  | 18 lutego 1977                                    |
| (14315) Ogawamachi                                | 12 marca 1977                                     |
| (14316) Higashichichibu                           | 12 marca 1977                                     |
| (14338) Shibakoukan                               | 14 listopada 1982                                 |
| (14795) Syoyou                                    | 12 marca 1977                                     |
| (14820) Aizuyaichi                                | 14 listopada 1982                                 |
| (14821) Motaeno                                   | 14 listopada 1982                                 |

Kiichirō Furukawa (jap. 古川麒一郎 Furukawa Kiichirō; pisane głównie jako Kiichiro Hurukawa, ur. 22 lipca 1929 w Osace, zm. 29 czerwca 2016) – japoński astronom.

## Życiorys
W 1969 roku uzyskał stopień doktora na Uniwersytecie Kiotyjskim. W latach 1976–1986 odkrył 92 planetoidy wspólnie z Hirokim Kosai.
Nazwa planetoidy (3425) Hurukawa pochodzi właśnie od niego, a nazwa planetoidy (8712) Suzuko pochodzi od imienia jego żony.